# Príncipe de San Donato

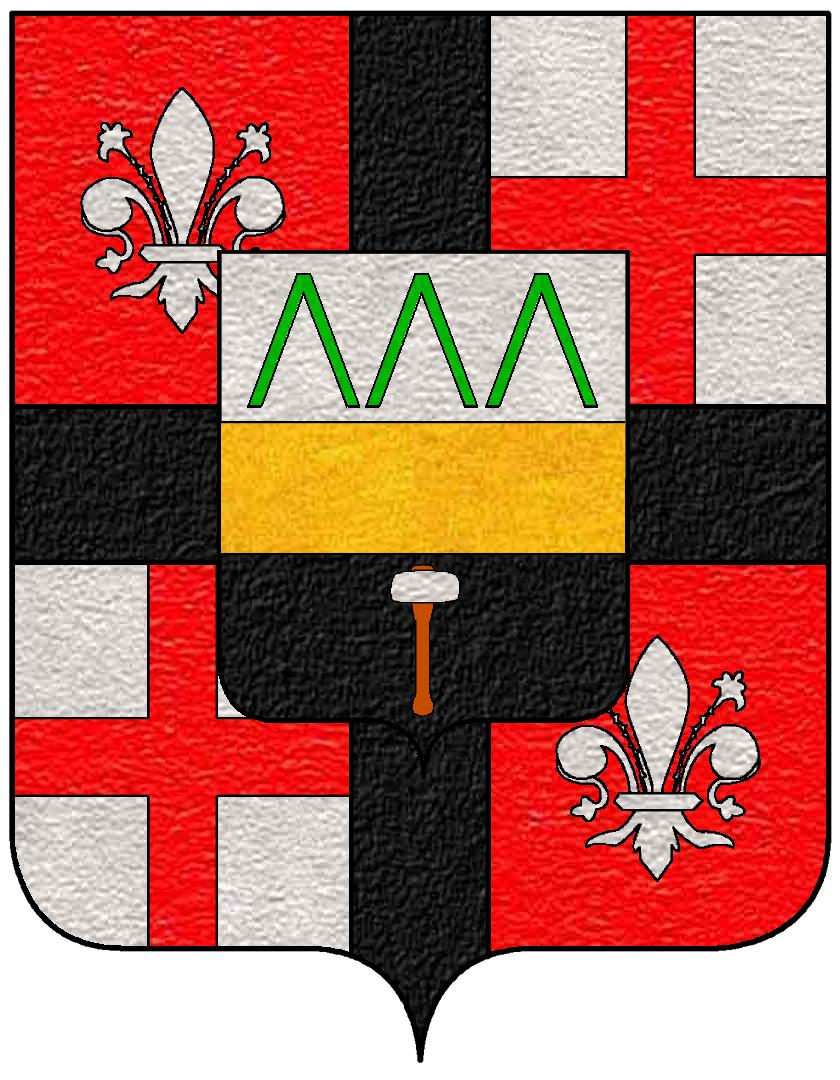

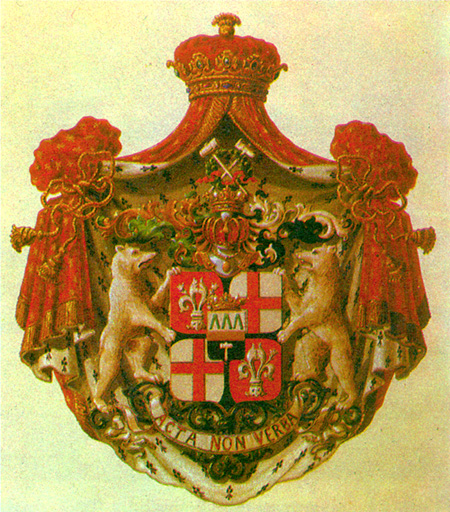
Escudo de armas de la familia.

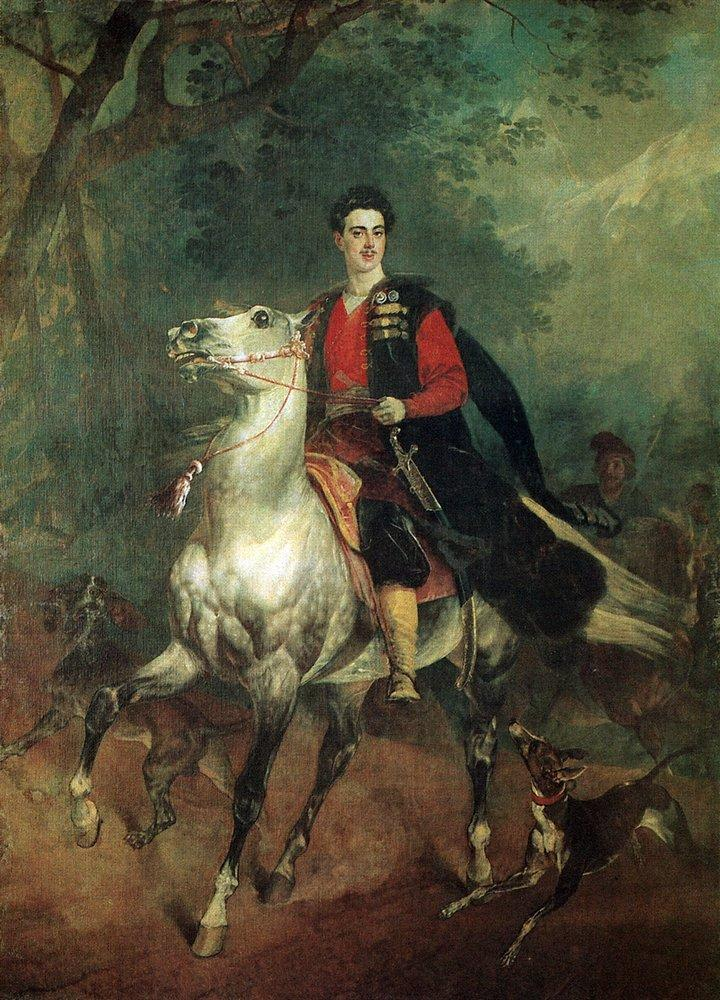
Anatole Demídov (1813-1870), I Príncipe de San Donato.

El título nobiliario de Príncipe de San Donato fue creado por el Gran Duque Leopoldo II de Toscana en 1840 para el conde e italofilo de origen ruso Anatoly Nikolaievich Demídov, para que este pudiera contraer matrimonio con la princesa Matilde Bonaparte, sin que perdiera su título de princesa, aunque este título nunca fue reconocido por el Imperio ruso.
Matilde era hija de Jerónimo Bonaparte, antiguo rey de Westfalia y hermano menor del emperador Napoleón Bonaparte, y de su segunda esposa, la princesa Catalina de Wurtemberg. 
El título fue creado en honor a la Villa San Donato, un palacio propiedad de la familia Demídov construido en las cercanías de la ciudad de Florencia, en Italia.

## Lista de príncipes de San Donato
- Anatoly Nikolaievich Demídov (1813-1870), I Príncipe de San Donato. Esposo de la princesa Matilde Bonaparte, falleció sin descendencia legítima.
- Pavel Pavlovich Demídov (1839-1885), II Príncipe de San Donato. Sobrino del anterior.
- Elim Pavlovich Demídov (1868-1943), III Príncipe de San Donato. Hijo del anterior.
- Anatoly Pavlovich Demídov (1874-1943), IV Príncipe de San Donato. Hijo del segundo príncipe y medio-hermano del anterior.